# Maldición de Tecumseh
La maldición de Tecumseh (también conocida como la maldición de Tippecanoe o la maldición presidencial de los años 20) es el supuesto patrón de muertes de los presidentes de los Estados Unidos electos en años que son divisibles por 20, de 1840 a 1960. Debido al tiempo de las elecciones presidenciales, estos son también los que tienen lugar en años que terminan en 0. Los presidentes que encajaron en esta descripción por morir durante su mandato fueron William Henry Harrison (elegido en 1840), Abraham Lincoln (1860), James A. Garfield (1880), William McKinley (1900), Warren G. Harding (1920), Franklin D. Roosevelt (1940) y John F. Kennedy (1960).
Ronald Reagan (1980) fue gravemente herido por arma de fuego, pero sobrevivió más de 15 años después de su segundo mandato. George W. Bush (2000) sobrevivió a sus periodos de gobierno, a pesar de un intento de asesinato y está actualmente vivo, así como Joe Biden (2020). Thomas Jefferson (1800) y James Monroe (1820) precedieron a la supuesta maldición, y sobrevivieron sus presidencias por 17 y 6 años, respectivamente.

## Historia
Probablemente que esta maldición se deriva de un episodio ocurrido alrededor de 1811, luego de la batalla de Tippecanoe que tuvo lugar entre las fuerzas estadounidenses coloniales al mando del general y  futuro candidato presidencial, William H. Harrison y los indios Shawnee, tribu indígena liderado por Tecumsé y su hermano Tenskwatawa, más conocido como "El Profeta". Se dice que Tenskwatawa maldijo a Harrison y a todos los próximos inquilinos de la Casa Blanca. Supuestamente, en 1836, mientras Tenskwatawa posaba para un retrato y los presentes discutían el posible resultado de las elecciones, uno habría publicado su profecía:

Harrison no ganará el puesto de Gran Jefe este año. Pero ganará la próxima vez. Y cuando lo haga, su mandato no terminará. Morirá durante el mandato.

Cuando uno de los presentes objetaron que ninguno de los presidentes de Estados Unidos habían muerto en el cargo, el Profeta respondió:

Les digo que Harrison morirán y cuando él muera, ustedes recordarán la muerte de mi hermano Tecumseh. Ustedes creen que he perdido mis poderes, yo que hago que el sol se oscurezcan y los pieles rojas dejan el aguardiente. Pero, les digo que morirá y después de él, todo Gran Jefe elegido cada 20 años desde entonces, morirá, y cuando cada uno muera, que todos recuerden la muerte de nuestro pueblo.

William Harrison fue elegido presidente en 1840 y muerto en 1841, apenas un mes después de haber jurado, Aunque usted no lo crea, Ripley notó un patrón en 1931 y nuevamente en 1948, afirmando que un presidente elegido en un año que termina en cero moriría en el cargo. Lo llamaron la "Maldición de Tippecanoe", una referencia al apodo de Harrison que hace referencia a su papel de mando como gobernador del Territorio de Indiana en la Batalla de Tippecanoe de 1811.

## Excepciones
Desde entonces, con la presidencia de Ronald Reagan, elegido en 1980, los efectos de la maldición comenzaron a desvanecerse. El mismo Reagan estuvo a punto de ser asesinado el 30 de marzo de 1981, en Washington D. C., cuando John Hinckley disparó contra el presidente. No obstante, sobrevivió y murió en 2004, a los 93 años de edad.
Mientras, George W, Bush, elegido en 2000 y reelegido en 2004, sigue desvanciendo la maldición. Cuando el terrorista georgiano Vladimir Arutyunian lanzó una granada contra el presidente y su homólogo georgiano Mijeíl Saakashvili, el 10 de mayo de 2005, en Tiflis (Georgia), mientras Bush daba un discurso en la Plaza de la Libertad en la misma ciudad, había estado activada y aterrizó a unos 30 metros del presidente.

## Presidentes elegidos en años terminados en 0
| Año de Elección | Presidente            | Causa de Muerte o intento de Asesinato | Fecha de muerte                           | Sucesor            |
| --------------- | --------------------- | -------------------------------------- | ----------------------------------------- | ------------------ |
| 1840            | William H. Harrison   | Neumonía                               | 4 de abril de 1841                        | John Tyler         |
| 1860            | Abraham Lincoln       | Asesinato                              | 14 de abril de 1865                       | Andrew Johnson     |
| 1880            | James A. Garfield     | Asesinato                              | 19 de septiembre de 1881                  | Chester A. Arthur  |
| 1900            | William McKinley      | Asesinato                              | 14 de septiembre de 1901                  | Theodore Roosevelt |
| 1920            | Warren G. Harding     | Ataque al corazón                      | 2 de agosto de 1923                       | Calvin Coolidge    |
| 1940            | Franklin D. Roosevelt | Hemorragia Cerebral                    | 12 de abril de 1945                       | Harry S. Truman    |
| 1960            | John F. Kennedy       | Asesinato                              | 22 de noviembre de 1963                   | Lyndon B. Johnson  |
| 1980            | Ronald Reagan         | Intento de asesinato fallido           | 5 de junio de 2004 (no muere en el cargo) | George H. W. Bush  |
| 2000            | George W. Bush        | Intento de asesinato fallido           | Vivo actualmente                          | Barack Obama       |
| 2020            | Joe Biden             | N/A                                    | Vivo actualmente                          | Donald Trump       |